# Deficiencia (medicina)
En medicina, una deficiencia es una falta o escasez de una entidad funcional, por un suministro o función inferior a lo normal o necesario. Una persona puede tener deficiencias cromosómicas, deficiencias mentales, deficiencias nutricionales, deficiencias del complemento o deficiencias enzimáticas.

## Deficiencia nutricional
La desnutrición proteico-energética (PEM) es una condición en la que las personas consumen muy poca energía, proteínas o ambas en su dieta. Las enfermedades principales asociadas son el kwashiorkor, asociada a una grave deficiencia de proteínas, y el marasmo, que es la privación total de alimentos con cantidades anormalmente bajas de proteínas y energía.

### Deficiencia de carbohidratos
Algunas células, como las neuronas, requieren altas concentraciones de glucosa. Cuando no hay suficientes carbohidratos en la dieta, la descomposición de las proteínas corporales, las proteínas de la dieta y el glicerol de las grasas es lo que impulsa la gluconeogénesis en el hígado. Una condición conocida como cetosis (aumento de la producción de cetonas), que se caracteriza por un paciente con un olor extrañamente dulce, puede ser el resultado de una escasez prolongada de carbohidratos.

### Deficiencia de ácidos grasos esenciales
Los ácidos grasos esenciales (AGE) omega-3 y omega-6 son poliinsaturados. Los signos clínicos de una deficiencia de AGE incluyen retraso en el crecimiento en niños y bebés, sarpullido seco y escamoso, cicatrización lenta de heridas y mayor susceptibilidad a las infecciones.

## Deficiencia de enzimas
Las enzimas son subtipos de proteínas únicos que se necesitan durante el metabolismo, el proceso mediante el cual el cuerpo obtiene energía para el crecimiento y desarrollo regulares, para descomponer las moléculas de los alimentos en combustible. Las deficiencias enzimáticas incluyen la enfermedad de Niemann-Pick, la enfermedad por depósito lisosomal y las mucopolisacaridosis.